# 18 Pułk Piechoty (Imperium Rosyjskie)
18 Wołogodzki pułk piechoty (ros. 18-й пехотный Вологодский Его Величества короля Румынского Фердинанда I полк) – oddział piechoty okresu Imperium Rosyjskiego.

## Charakterystyka
Sformowany w 1803. Stacjonował w Nowogrodzie Wołyńskim. Nosił nazwy: Wołogodzki pp (1825–1860).
W przededniu I wojny światowej pułk etatowo posiadał cztery bataliony po cztery kompanie oraz kompanię tyłową. Kompania piechoty czasu wojny liczyła około 240 żołnierzy i 4–5 oficerów. Na szczeblu pułku występował także pododdział karabinów maszynowych (8 km), łączności (w tym 14 konnych gońców i 21 telefonistów) i zwiadowczy (64 zwiadowców, w tym 4 kolarzy). W sumie pułk liczył około 4000 żołnierzy.

W  lipcu 1914, na bazie zalążków wydzielonych z pułku, w ramach 2 fali mobilizacyjnej, sformowany został rezerwowy 230 pułk piechoty.

18 pułk piechoty rozformowany został w 1918.
W czasie I wojny światowej w szeregach pułku walczył między innymi ppłk Julian Pieńkowski. 
Kolejnymi szefami pułku byli królowie Rumunii: Karol I (13 VII 1898 – †10 X 1914) i Ferdynand I (od 19 I 1917). 5 listopada 1909 do stanu pułku został zaliczony książę Karol.

## Podporządkowanie
Lipiec 1914:
- 9 Korpus Armijny – Kijów[10]
  - 5 Dywizja Piechoty – Żytomierz
    - 1 Brygada Piechoty – Nowogród Wołyński
      - 18 Wołogodzki pułk piechoty – Nowogród Wołyński

## Dowódcy pułku
- płk Gieorgij Władimirowicz Stupin (1 V 1910[11] – 20 IV 1915)[3]
- gen. mjr Aleksander Dmitriewicz Terlecki (20 IV 1915 – 29 XI 1916)[3]